# Bjørn Kalsø
Bjørn Kalsø (ur. 23 marca 1966 roku w Syðradalur) – farerski nauczyciel, rolnik i polityk. Poseł na Løgting, w latach 2011–2015 Minister Edukacji, Badań i Kultury w rządzie Kaja Leo Johannesena, a w latach 2004–2008 Minister Rybołówstwa w gabinecie Jóannesa Eidesgaarda.

## Życie prywatne
Bjørn jest synem Sólmay oraz Stefana Kalsø. Wraz z żoną Hennibeth Kalsø ma troje dzieci: Steffana (1987), Sørmundur (1992) i Símuna (2003). Z wykształcenia stolarz, pracował także jako rolnik. Maturę zdał w 1991, a wykształcenie nauczycielskie uzyskał w Føroya Læraraskúli w 1999 roku. W latach 1999–2002 uczył w szkole w Klaksvík, a później przez rok pracował jako stolarz.

## Kariera polityczna
W latach 1995–2004 pełnił funkcję burmistrza Húsa kommuna. W latach 2004–2008 pełnił funkcję Ministra Rybołówstwa, a w 2005 zdobył 244 głosy w wyborach do duńskiego Folketingu. Następnie w wyborach w 2008 roku uzyskał mandat poselski w Løgting, zdobywszy 557 głosów. Od tamtego czasu do roku 2011 zasiadał w Komisji ds. Kultury, był także wiceprzewodniczącym Komisji Spraw Zagranicznych. W wyborach w roku 2011 ponownie uzyskał mandat (704 głosy). Wziął wówczas także nieskutecznie udział w wyborach do duńskiego parlamentu, w których uzyskał 408 głosów. 14 listopada 2011 roku został farerskim Ministrem Edukacji, Badań i Kultury w rządzie Kaja Leo Johannesena i sprawował tę funkcję do 15 września 2015. W kolejnych wyborach ponownie uzyskał mandat poselski (492 głosy), jednak jego partia znalazła się poza koalicją rządzącą, więc stracił miejsce w rządzie. Został członkiem Komisji ds. Kultury oraz Komisji ds. Przemysłu. W duńskich wyborach parlamentarnych dostał 275 głosów.